# Ballad (versmått)
Ballad som versmått växlar mellan fyra jamber och en jambisk trimeter. Det kallas även common metre (C. M.).

## Svenska exempel
- Balladen om Gustaf Blom av Evert Taube
- Den glade bagarn i San Remo av Evert Taube
- Nu tändas tusen juleljus

## Nordiska exempel
- Klas Klättermus

## Engelskspråkiga exempel
- Gilligan's Island-temat
- Första strofen av Liberty Bell March
- Amazing Grace
- Miss Susie
- Den vite mannens börda